# Jesús Montesdeoca
Jesús Montesdeoca Trujillo, nacido el 30 de octubre de 1966 en Las Palmas de Gran Canaria, es un luchador español retirado. Participó en los Juegos Olímpicos de Seúl de 1988 en la categoría de más de 100 kg, finalizando en 10.ª plaza tras perder sus dos combates.

## Resultados
- décimo en los Juegos Olímpicos de Seúl de 1988.
- cuarto en los Juegos Mediterráneos de 1987 celebrado en Latakia, Siria.[3]